# Inium mariae
Inium mariae är en tvåvingeart som beskrevs av Mcalpine 1995. Inium mariae ingår i släktet Inium och familjen bredmunsflugor. Inga underarter finns listade i Catalogue of Life.